# آلن تیلورن
آلن تیلوِرن (انگلیسی: Alan Tilvern؛ ۵ نوامبر ۱۹۱۸ – ۱۷ دسامبر ۲۰۰۳) هنرپیشه و صداپیشهٔ اهل کشور بریتانیا بود. وی به ایفای نقش شخصیت‌های خشن شهرت داشت. وی در سال ۱۹۱۸ در لندن زاده شد. خانواده‌اش یهودی و اصالت لیتوانیایی داشتند.
از فیلم‌ها یا برنامه‌های تلویزیونی که وی در آن نقش داشته است می‌توان به چه کسی برای راجر رابیت پاپوش دوخت؟، عشق و مرگ و خرطوم اشاره کرد.
وی در سال ۲۰۰۳ و بر اثر مرگ طبیعی درگذشت.